# Ernest Rupin

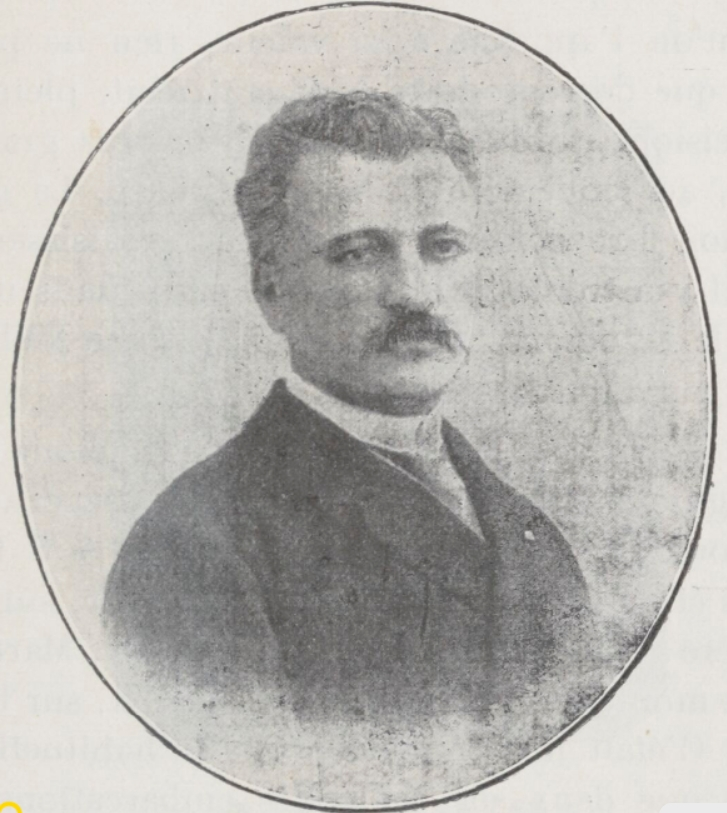

Ernest Rupin (* 6. Mai 1845 in Brive; † 24. Oktober 1909 ebenda) war ein französischer Jurist, Historiker und Speläologe.

## Leben

Das frühere Musée Ernest Rupin in Brive

Rupin studierte Rechtswissenschaften an der Universität Toulouse und war von 1867 bis 1872 in Bedous im Département Pyrénées-Atlantiques, dann kurzzeitig in Toulouse als Registraturbeamter beschäftigt. 1873 kehrte er in seine Heimatstadt Brive zurück. Selbst aus gutsituierten Verhältnissen stammend, heiratete er in eine der wohlhabendsten Familien der Stadt ein und konnte so 1875 seine Berufslaufbahn aufgeben und sich ins Privatleben zurückziehen. Seither widmete er sich überwiegend seinen historischen, kunstgeschichtlichen, archäologischen und naturwissenschaftlichen Interessen. In seinen historischen Hauptwerken befasste er sich mit der Geschichte der Benediktinerabtei von Moissac (1897) und der Geschichte und Archäologie von Rocamadour (1904). Mit seinen Arbeiten über Rocamadour, in denen er die Legende des Heiligen Amadour infrage stellte, zog er sich die Kritik katholisch-klerikaler Kreise zu.
Ernest Rupins bedeutendste Leitung war die Gründung der Société scientifique, historique et archéologique de la Corrèze (1878), deren Zeitschrift schnell hohes Ansehen erlangte. Aus den Sammlungen der Gesellschaft ging das 1883 eröffnete Museum von Brive hervor (heute Musée Labenche), dessen erster Kurator Rupin wurde und das bis 1989 seinen Namen trug.
Einen Namen machte sich Rupin auch im Bereich der Höhlenforschung. Er unternahm mehrere Erkundungstouren, unter anderem 1891 mit Armand Viré in der Émergence de Meyraguet.
Etwa 1200 Glasplatten-Fotografien Rupins werden in den Beständen des Musée Labenche in Brive verwahrt.

## Werke
- La légende de Saint Amadour. À propos d’un mois de Marie, historique sur Roc Amadour (Paris 1909)
- Roc-Amadour. Étude historique et archéologique (Paris 1904)
- L’abbaye et les cloitres de Moissac (Paris 1897, ND Treignac 1981)
- L’oeuvre de Limoges (Paris 1890, ND Nogent-le-Roi 1977)
- (mit Philippe de Bosredon) Sigillographie du Bas-Limousin (Brive 1886)